# 가요톱텐 (밴드)
가요톱텐(Gayo Top 10)은 대한민국의 4인조 록 밴드이다. 1998년 4인조 멜로코어 밴드 들뜬마음 가라 앉히고의 멤버였던 에로기타를 중심으로 펑크 록 밴드 펑크킬러의 J.K.F와 밴드 타카피의 지미제이, 코밋이 만나 결성되었으며 데뷔 앨범 'No.1 Song of this week'의 발매를 시작으로 현재까지 활발히 활동하고 있는 리메이크 전문 밴드이다.

## 구성원
- J.K.F (기타, 보컬)
- 에로기타 (베이스)
- 지미제이 (기타)
- 코밋 (드럼)

## 앨범

### 정규 앨범
- 《No.1 song of this week]》, 2009년

### 비정규 앨범
- 《롯데 자이언츠-응원앨범 구도부산》, 2009년
- 《염기훈송(We have to go)》, 2011년
- 《우리는 그랑블루》, 2011년

## 공연
- KBS 휴먼다큐 “사미인곡” 출연
- Let's Rock Festival vol.1 참여
- Mnet [M Super Concert] Winter Live
- 이승환콘서트 “차카게살자” 게스트참여
- Mnet [M Super Concert] Winter Live
- Mnet Fireball Rock Festival 참여
- Mnet 대한민국 음악대향연 이승환 콘서트 게스트 참여
- 울산MBC록페스티벌 참여
- Let's Rock Festival vol.2 참여
- 세종문화회관 “뜨락축제” 참여
- 하이서울 페스티벌 참여
- 울산국제 록 페스티벌 참여
- Let’s Rock Festival vol.3 참여
- 뮤지컬 ‘원미동 사람들’ 출연
- 수원시청 주관 인디밴드 콘서트 출연
- 대구 승시축제 축하공연
- KT 한만음 페스티벌 축하 공연
- 나이키 ‘We run seoul 10K’ 공연 참여